# July (Katatonia)
July è un singolo del gruppo musicale svedese Katatonia, pubblicato il 26 febbraio 2007 come terzo estratto dal settimo album in studio The Great Cold Distance.

## Video musicale
Il video, diretto da Charlie Granberg, è stato reso disponibile il 6 marzo 2007 attraverso il canale YouTube del gruppo e mostra il gruppo eseguire il brano all'interno di un edificio abbandonato. Riguardo a questa scelta, lo stesso Granberg ha spiegato:

## Tracce
Testi di Jonas Renkse, musiche di Anders Nyström e Jonas Renkse, eccetto dove indicato.
1. July – 4:46
2. Soil's Song (Krister Linder 2012 Remix) – 4:41
3. Unfurl – 4:53 (musica: Jonas Renkse)
4. July (Enhanced Video Track) – 4:45

## Formazione
Gruppo
- Jonas Renkse – voce, arrangiamento, tastiera, loop, programmazione, chitarra
- Anders Nyström – chitarra, arrangiamento, tastiera, loop, programmazione, cori
- Fredrik Norrman – chitarra
- Mattias Norrman – basso
- Daniel Liljekvist – batteria, cori

Altri musicisti
- Jens Bogren – tastiera, loop, programmazione
- David Castillo – tastiera, loop, programmazione
- Peter Damin – percussioni
- Andreas Åkerberg – cori

Produzione
- Anders Nyström – produzione
- Jonas Renkse – produzione
- Jens Bogren – coproduzione, missaggio, ingegneria del suono, mastering
- David Castillo – coproduzione, missaggio, ingegneria del suono
- Thomas Eberger – mastering